# Список глав государств в 1925 году
| 1924 ← Список глав государств по годам → 1926 |

В списке перечислены лидеры государств по состоянию на 1925 год. В том случае, если ведущую роль в государстве играет коммунистическая партия, указан как де-юре глава государства — председатель высшего органа государственной власти, так и де-факто — глава коммунистической партии.
Если в 1925 году в каком-либо государстве произошла смена руководителя, в списке указываются оба из них. В случае если государство сменило флаг, указываются также оба флага.
Цветом выделены страны, в которых в данном году произошли смены власти вследствие следующих событий:
- Получение страной независимости;
- Военный переворот, революция, всеобщее восстание ;
- Президентские выборы;
- парламентские выборы, парламентский кризис;
- Смерть одного из руководителей страны;
- Иные причины.

## Значимые события
- 1 января — на пост президента Никарагуа вступил консерватор Карлос Хосе Солорсано, победивший на президентских выборах 5 октября 1924 года[1];
- 15 января — рейхсканцлером Германии стал беспартийный Ганс Лютер, занимавший пост министра финансов[2];
- 21 января — Ахмет Зогу, захвативший власть в Албании в декабре 1924 года, провозгласил Албанию республикой[3];
- 23 января — военный переворот в Чили. Военная хунта генерала Луиса Альтамирано свергнута, временным главой государства стал генеральный инспектор армии бригадный генерал Педро Пабло Дартнель[4];
- 24 января — по состоянию здоровья ушёл в отставку премьер-министр Швеции социал-демократ Карл Ялмар Брантинг. Новым главой правительства стал министр торговли Рикард Сандлер, так же представлявший Социал-демократическую рабочую партию Швеции[5][6];
- 1 февраля
  - Ахмет Зогу стал первым президентом Албании[7];
  - на пост президента Гондураса вступил представитель Национальной партии Мигель Пас Бараона, избранный на выборах в декабре 1924 года. Страна перешла к конституционному правлению после очередной гражданской войны[8];
- 14 февраля — правительство Литвы сформировал христианский демократ Витаутас Пятрулис[9];
- 15 февраля — после того, как парламент Португалии вынес вотум недоверия кабинету Жозе Домингуша душ Сантуша, новое правительство возглавил министр финансов Виторину ди Карвалью Гимарайнш[10];
- 28 февраля — скончался рейхспрезидент Германии Фридрих Эберт[2];
- 1 марта — на пост президента Финляндии вступил Лаури Кристиан Реландер, представитель Аграрного союза, избранный на выборах в январе 1925 года[11];
- 2 марта — отправлен в отставку премьер-министр Турции Али Фетхи Окьяр, отказавшийся принять жёсткие меры против восстания курдов во главе с шейхом Саидом. Новым премьер-министром назначен бригадный генерал Исмет Инёню[12][13];
- 4 марта — президент США Калвин Кулидж принёс присягу на второй президентский срок ;
- 12 марта
  - в Пекине скончался Генералиссимус и глава революционного правительства Китая Сунь Ятсен[14][15];
  - временным рейхспрезидентом Германии назначен председатель Имперского суда Вальтер Симонс[16];
  - на пост президента Чили вернулся Артуро Алессандри, свергнутый военными в 1924 году[4];
- 19 марта — в Москве скончался один из Председателей Центрального Исполнительного Комитета СССР Нариман Наджаф-оглы Нариманов[17];
- 31 марта — новое правительство Финляндии сформировал Антти Туленхеймо[18];
- 11 апреля — во Франции республиканец-социалист Поль Пенлеве сформировал новое правительство Левого блока после отставки кабинета Эдуара Эррио, последовавшей 11 апреля[19];
- 10 мая — в Веллингтоне скончался премьер-министр Новой Зеландии Уильям Мэсси[20];
- 12 мая — на пост рейхспрезидента Германии вступил генерал-фельдмаршал Пауль фон Гинденбург, победивший на выборах 26 апреля 1925 года[21];
- 13 мая — в Бельгии после поражения правящей партии Католический союз на парламентских выборах 5 апреля 1925 года сложило полномочия правительство Жоржа Тёни. Новым премьер-министром стал клерикал Алоис ван де Вейвер[22];
- 20 мая — на пост президента Кубы вступил генерал Херардо Мачадо, избранный на выборах 1 ноября 1924 года. Придя к власти Мачадо установил режим личной диктатуры[23][24];
- 21 мая — в связи с принятием в состав СССР новообразованных республик Средней Азии и смертью Председателя ЦИК СССР от Закавказья 1-я сессия Центрального Исполнительного Комитета СССР 3-го созыва избрала дополнительно Председателями ЦИК СССР Газанфара Мусабекова (Закавказье), Недирбая Айтакова (Туркменистан) и Файзуллу Ходжаева (Узбекистан)[25][26];
- 30 мая — премьер-министром Новой Зеландии стал Гордон Коутс, избранный на внутрипартийных выборах правящей Реформистской партии[20];
- 17 июня — новое коалиционное правительство Бельгии сформировал клерикал виконт Проспер Пулье[22];
- 25 июня — военный переворот в Греции. Либеральное правительство Андреаса Михалокопуласа свергнуто, новым премьер-министром стал установивший диктатуру генерал Теодорос Пангалос[27];
- 1 июля
  - правительство Португалии временно возглавил Антониу Мария да Силва, лидер правящей Демократической партии[10];
  - в результате внутрипартийной борьбы смещён с поста главы революционного правительства Китая преемник Сунь Ятсена Ху Ханьмин. Провозглашено создание Национального правительства Китая во главе с Ван Цзинвэем[15][28]
- 9 июля — Июльская революция в Эквадоре. В ходе восстания армии и населения свергнут конституционный президент страны либерал Гонсало Сегундо Кордова. Власть перешла к Временной правительственной хунте[29];
- 1 августа — новым премьер-министром Португалии стал Домингуш Лейти Перейра[10];
- 4 августа — правительство Нидерландов после выборов 1 июля 1925 года сформировал лидер Антиреволюционной партии Хендрик Колейн[30]
- 3 сентября — после аннулирования результатов всеобщих выборов ушёл в отставку президент Боливии Хуан Баутиста Сааведра. Временным главой государства назначен председатель Сената Феликс Сегундо Гусман[31][32];
- 25 сентября — новое правительство Литвы сформировал христианский демократ Ляонас Бистрас, сменивший Витаутаса Петрулиса, обвинённого в измене после подписания протокола об отсрочке переговоров с Польшей[9];
- 1 октября — в связи с принятием новой конституции и предстоящими президентскими выборами подал в отставку президент Чили Артуро Алессандри. Временным президентом стал министр внутренних дел Луис Баррос Баргоньо[4];
- 31 октября — 5-й Меджлис Ирана низложил находящегося в Европе шахиншаха Султана Ахмад-шаха, последнего представителя династии Каджаров. Временным главой государства назначен премьер-министр генерал Реза Пехлеви[33];
- 20 ноября — правительство Польши после отставки национального демократа Владислава Грабского возглавил министр иностранных дел граф Александр Скшиньский[34];
- 25 ноября — в Бангкоке после болезни скончался король Саима Вачиравуд (Рама VI). На престол вступил его брат Прачадипок принявший имя Рамы VII[35][36];
- 28 ноября — республиканец-социалист Аристид Бриан сформировал новое правительство Франции[19];
- 11 декабря — ушёл в отставку президент Португалии Мануэл Тейшейра Гомиш . В тот же день новым президентом избран Бернардину Луиш Машаду Гимарайнш, представитель правящей Демократической партии[10];
- 12 декабря — Учредительная ассамблея Ирана провозгласила Резу Пехлеви шахиншахом, основав новую правящую династию Пехлеви . Вступил на престол 15 декабря[33];
- 15 декабря — Государственным старейшиной Эстонии стал Яан Теэмант[37];
- 18 декабря — правительство Португалии вновь возглавил Антониу Мария да Силва, лидер правящей Демократической партии[10];
- 23 декабря
  - на пост президента Чили вступил Эмилиано Фигероа Ларраин, победивший на выборах 24 октября 1925 года[4];
  - премьер-министром Латвии стал Карлис Улманис[38];
- 31 декабря — новое правительство Финляндии сформировал Кюёсти Каллио[18].

## Азия
|                                                                                      | Арабские эмираты (протектораты Великобритании)                   |                                                          |                                                          |                                                                |                      |  |
|                                                                                      |                                                                  | Абу-Даби                                                 | Эмир                                                     | Султан II ибн Зайд аль-Нахайян                                 | 1922—1926            |  |
|                                                                                      | Аджман                                                           | Эмир                                                     | Хумайд III ибн Абд аль-Азиз                              | 1910—1928                                                      |                      |  |
|                                                                                      | Дубай                                                            | Шейх                                                     | Саид ибн Мактум                                          | 1912—1958                                                      |                      |  |
|                                                                                      | Рас-эль-Хайма                                                    | Эмир                                                     | Султан II ибн Салим                                      | 1921—1948                                                      |                      |  |
|                                                                                      | Умм-эль-Кайвайн                                                  | Эмир                                                     | Хамад бин Ибрагим                                        | 1923—1929                                                      |                      |  |
|                                                                                      | Эль-Фуджайра                                                     | Шейх                                                     | Хамад I бин Абдаллах                                     | 1876—1936                                                      |                      |  |
|                                                                                      | Шарджа                                                           | Шейх                                                     | Султан II бин Сакр                                       | 1924—1951                                                      |                      |  |
|                                                                                      | Асир                                                             | Асир                                                     | Эмир                                                     | Али ибн Мухаммед аль-Идриси                                    | 1923 — 1926          |  |
|                                                                                      | Афганистан                                                       | Афганистан                                               | эмир                                                     | Аманулла                                                       | 1919 — 1926          |  |
|                                                                                      | Бахрейн (протекторат Великобритании)                             | Бахрейн (протекторат Великобритании)                     | Хаким                                                    | Иса ибн Али Аль Халифа                                         | 1869—1932            |  |
|                                                                                      | Британская Бирма (Шанские княжества)                             |                                                          |                                                          |                                                                |                      |  |
|                                                                                      |                                                                  | Йонгве                                                   | Саофа                                                    | Сао Монг                                                       | 1864—1885, 1897—1926 |  |
|                                                                                      | Кенгтунг                                                         | Саофа                                                    | Конг Кьо Инталенг                                        | 1895—1935                                                      |                      |  |
|                                                                                      | Локсок (Ятсок)                                                   | Саофа                                                    | Хкун Нсок                                                | 1900—1946                                                      |                      |  |
|                                                                                      | Мокме                                                            | Саофа                                                    | Хкун Хконг                                               | 1915—1959                                                      |                      |  |
|                                                                                      | Монгнай                                                          | Саофа                                                    | Хкун Кьо Сам                                             | 1914—1928                                                      |                      |  |
|                                                                                      | Монгпай                                                          | саофа                                                    | Хкун Пин Нья                                             | 1908—1959                                                      |                      |  |
|                                                                                      | Монгпон                                                          | Саофа                                                    | Хкун Ти                                                  | 1860—1928                                                      |                      |  |
|                                                                                      | Северное Сенви                                                   | Саофа                                                    | Хом Хпа                                                  | 1915—1959                                                      |                      |  |
|                                                                                      | Сипау                                                            | Саофа                                                    | Сао Хке                                                  | 1902—1928                                                      |                      |  |
|                                                                                      | Южное Сенви                                                      | Саофа                                                    | Сао Сонг                                                 | 1913—1946                                                      |                      |  |
|                                                                                      | Британская Индия                                                 | Британская Индия                                         | Император                                                | Георг V                                                        | 1910—1936            |  |
| Вице-король                                                                          | Британская Индия                                                 | Британская Индия                                         | Руфус Айзекс                                             | 1921—1926                                                      |                      |  |
|                                                                                      |                                                                  | Аджайгарх                                                | Савай махараджа                                          | Бхопал Сингх                                                   | 1919—1942            |  |
|                                                                                      | Алвар                                                            | Махараджа                                                | Джай Сингх Прабхакар                                     | 1892—1937                                                      |                      |  |
|                                                                                      | Алираджпур                                                       | Рана                                                     | Пратап Сингх II                                          | 1891—1941                                                      |                      |  |
|                                                                                      | Баони                                                            | Наваб                                                    | Мохаммад Муштак аль-Хасан Хан                            | 1911—1947                                                      |                      |  |
|                                                                                      | Бансвара                                                         | Раджа                                                    | Притви Сингх                                             | 1913—1944                                                      |                      |  |
|                                                                                      | Барвани                                                          | Рана                                                     | Ранджит Сингх                                            | 1894—1930                                                      |                      |  |
|                                                                                      | Барода                                                           | Махараджа                                                | Саяджирао Гаеквад III                                    | 1875—1939                                                      |                      |  |
|                                                                                      | Бахавалпур                                                       | Наваб                                                    | Садик Мухаммад Хан V                                     | 1907—1947                                                      |                      |  |
|                                                                                      | Башахра                                                          | Раджа                                                    | Падам Сингх                                              | 1914—1947                                                      |                      |  |
|                                                                                      | Бенарес                                                          | Махараджа бахадур                                        | Прабху Нарайян Сингх                                     | 1889—1931                                                      |                      |  |
|                                                                                      | Биджавар                                                         | Савай махараджа                                          | Савант Сингх                                             | 1899—1940                                                      |                      |  |
|                                                                                      | Биканер                                                          | Махараджа                                                | Ганга Сингх                                              | 1887—1943                                                      |                      |  |
|                                                                                      | Биласпур (Калур)                                                 | Раджа                                                    | Биджай Чанд                                              | 1889—1927                                                      |                      |  |
|                                                                                      | Бунди                                                            | Махарао раджа                                            | Рагубир Сингх                                            | 1889—1927                                                      |                      |  |
|                                                                                      | Бхавнагар                                                        | Махараджа                                                | Кришна Кумарсинхжи Бхавсинхжи                            | 1919—1947                                                      |                      |  |
|                                                                                      | Бхаратпур                                                        | Махараджа                                                | Кишан Сингх                                              | 1900—1929                                                      |                      |  |
|                                                                                      | Бхопал                                                           | наваб                                                    | Каикхусрау Джахан Бегум                                  | 1901—1926                                                      |                      |  |
|                                                                                      | Ванканер                                                         | Махарана радж сахиб                                      | Амарсинхджи Банесинджи                                   | 1881—1947                                                      |                      |  |
|                                                                                      | Гангпур                                                          | Раджа                                                    | Бхабани Шанкар Део                                       | 1917—1930                                                      |                      |  |
|                                                                                      | Гархвал                                                          | махараджа                                                | Нарендра Шах                                             | 1913—1946                                                      |                      |  |
|                                                                                      | Гвалиор                                                          | Махараджа                                                | Мадхорао Шинде Дживаджирао Шинде                         | 1886—1925 —1948                                                |                      |  |
|                                                                                      | Гондал                                                           | Тхакур сахиб                                             | Бхагвацинхжи Саграмсинхджи                               | 1869—1944                                                      |                      |  |
|                                                                                      | Даспалла                                                         | раджа                                                    | Кишор Чандра Део Бханж                                   | 1913—1948                                                      |                      |  |
|                                                                                      | Датия                                                            | Махараджа                                                | Говинд Сингх                                             | 1907—1947                                                      |                      |  |
|                                                                                      | Девас младшее                                                    | Махараджа                                                | Малхар Рао                                               | 1918—1934                                                      |                      |  |
|                                                                                      | Девас старшее                                                    | Махараджа                                                | Тукоджи Рао III                                          | 1918—1937                                                      |                      |  |
|                                                                                      | Джайпур                                                          | Махараджа савай                                          | Мадхо Сингх II Ман Сингх II                              | 1922—1948                                                      |                      |  |
|                                                                                      | Джанджира                                                        | Наваб                                                    | Мохаммад-Хан II                                          | 1922—1947                                                      |                      |  |
|                                                                                      | Джайсалмер                                                       | Махаравал                                                | Джавахир Сингх                                           | 1914—1947                                                      |                      |  |
|                                                                                      | Джалавад (Дрангадхра)                                            | Махараджа                                                | Ганшьямсинхджи Аджитсинхджи                              | 1918—1942                                                      |                      |  |
|                                                                                      | Джамму и Кашмир                                                  | Махараджа                                                | Пратап Сингх Хари Сингх                                  | 1885—1925 —1947                                                |                      |  |
|                                                                                      | Джаора                                                           | Наваб                                                    | Мухаммад Ифтихар Али                                     | 1895—1947                                                      |                      |  |
|                                                                                      | Дженкантал                                                       | Махараджа                                                | Шанкар Пратап Сингх Дев Махендра                         | 1918—1948                                                      |                      |  |
|                                                                                      | Джинд                                                            | Махараджа                                                | Ранбир Сингх                                             | 1911—1947                                                      |                      |  |
|                                                                                      | Джхабуа                                                          | Раджа                                                    | Удай Сингх                                               | 1895—1942                                                      |                      |  |
|                                                                                      | Джунагадх                                                        | Наваб                                                    | Мохаммад Махабат Ханджи III                              | 1911—1947                                                      |                      |  |
|                                                                                      | Джхалавар                                                        | Махараджа                                                | Бхавани Сингх                                            | 1899—1929                                                      |                      |  |
|                                                                                      | Дир                                                              | Наваб                                                    | Аврангзеб Бадшан Хан Мохаммад Шах Джахан Хан             | (1904—1913, 1914—1925) 1925—1960                               |                      |  |
|                                                                                      | Дхолпур                                                          | Махараджа рана                                           | Удайбхану Сингх                                          | 1911—1947                                                      |                      |  |
|                                                                                      | Дунгарпур                                                        | Махараджа                                                | Лакшман Сингх                                            | 1918—1947                                                      |                      |  |
|                                                                                      | Дхар                                                             | Раджа                                                    | Удаджи Радж II Павар                                     | 1898—1926                                                      |                      |  |
|                                                                                      | Идар                                                             | Махараджа                                                | Даулат Сингх                                             | 1911—1931                                                      |                      |  |
|                                                                                      | Индаур                                                           | Махараджа                                                | Тукоджи Рао III Холкар XIII                              | 1903—1926                                                      |                      |  |
|                                                                                      | Калат                                                            | Хан                                                      | Махмуд II                                                | 1893—1931                                                      |                      |  |
|                                                                                      | Камбей                                                           | наваб                                                    | Низам ад-Даула Наджм                                     | 1915—1948                                                      |                      |  |
|                                                                                      | Капуртхала                                                       | Махараджа                                                | Джагатджит Сингх                                         | 1911—1947                                                      |                      |  |
|                                                                                      | Караули                                                          | Махараджа                                                | Бханвар Пал                                              | 1886—1927                                                      |                      |  |
|                                                                                      | Кач                                                              | Махараджа                                                | Кхенгарджи III                                           | 1875—1942                                                      |                      |  |
|                                                                                      | Кишангарх                                                        | Махараджа                                                | Мадан Сингх                                              | 1900—1926                                                      |                      |  |
|                                                                                      | Колхапур                                                         | Махараджа                                                | Раджарам II                                              | 1922—1940                                                      |                      |  |
|                                                                                      | Кота                                                             | Махарао                                                  | Умед Сингх II                                            | 1889—1940                                                      |                      |  |
|                                                                                      | Кочин                                                            | Махараджа                                                | Рама Варма XVI                                           | 1915—1932                                                      |                      |  |
|                                                                                      | Куч-Бихар                                                        | Махараджа                                                | Джагаддипендра Нарайян                                   | 1922—1949                                                      |                      |  |
|                                                                                      | Лас Бела                                                         | Хан                                                      | Гулям Мухаммад                                           | 1921—1937                                                      |                      |  |
|                                                                                      | Лохару                                                           | Наваб                                                    | Азиз-уд-Дин Ахмад-Хан                                    | 1920—1926                                                      |                      |  |
|                                                                                      | Лунавада                                                         | рана                                                     | Вакхат Сингх                                             | 1867—1929                                                      |                      |  |
|                                                                                      | Майсур                                                           | Махараджа                                                | Кришнараджа Водеяр IV                                    | 1894—1940                                                      |                      |  |
|                                                                                      | Макран                                                           | Наваб                                                    | Азам Джан Балох                                          | 1922—1948                                                      |                      |  |
|                                                                                      | Малеркотла                                                       | Наваб                                                    | Ахмад Али Хан                                            | 1908—1947                                                      |                      |  |
|                                                                                      | Манди                                                            | Раджа                                                    | Джогиндер Сен                                            | 1913—1948                                                      |                      |  |
|                                                                                      | Манипур                                                          | Махараджа                                                | Чурачандра Сингх                                         | 1918—1941                                                      |                      |  |
|                                                                                      | Марвар (Джодхпур)                                                | махараджа                                                | Умайд Сингх                                              | 1918—1947                                                      |                      |  |
|                                                                                      | Мевар (Удайпур)                                                  | Махарана                                                 | Фатех Сингх                                              | 1884—1930                                                      |                      |  |
|                                                                                      | Морви                                                            | Тхакур сахиб                                             | Лахдирджи Вагджи                                         | 1922—1926                                                      |                      |  |
|                                                                                      | Мудхол                                                           | Раджа                                                    | Малоджирао IV Радж Горпаде                               | 1900—1937                                                      |                      |  |
|                                                                                      | Набха                                                            | Махараджа                                                | Рипудаман Сингх                                          | 1911—1928                                                      |                      |  |
|                                                                                      | Наванагар                                                        | Джам сахеб                                               | Ранджитсинхджи Вибхаджи II                               | 1907—1933                                                      |                      |  |
|                                                                                      | Нарсингхгарх                                                     | Раджа                                                    | Викрам Сингх                                             | 1924—1947                                                      |                      |  |
|                                                                                      | Орчха                                                            | Махараджа                                                | Пратап Сингх                                             | 1874—1930                                                      |                      |  |
|                                                                                      | Паланпур                                                         | Наваб-сахиб                                              | Талей Мухаммад Хан                                       | 1918—1947                                                      |                      |  |
|                                                                                      | Панна                                                            | Махараджа                                                | Ядвендра Сингх Джудео                                    | 1902—1947                                                      |                      |  |
|                                                                                      | Патиала                                                          | Махараджа                                                | Бхупиндер Сингх                                          | 1900—1938                                                      |                      |  |
|                                                                                      | Порбандар                                                        | Махараджа сахиб                                          | Натварсинхджи Бхавсинхджи                                | 1918—1948                                                      |                      |  |
|                                                                                      | Пратабгарх                                                       | Махарават                                                | Рагхунат Сингх                                           | 1890—1929                                                      |                      |  |
|                                                                                      | Пудуккоттай                                                      | Раджа                                                    | Мартанда Бхайрава Тондаймен                              | 1886—1928                                                      |                      |  |
|                                                                                      | Раджгарх                                                         | Раджа                                                    | Бирендра Сингх                                           | 1916—1936                                                      |                      |  |
|                                                                                      | Раджпипла                                                        | Махарана                                                 | Виджайсинхджи                                            | 1915—1948                                                      |                      |  |
|                                                                                      | Радханпуа                                                        | Наваб                                                    | Мохаммад Джалал ад-Дин Хан                               | 1910—1936                                                      |                      |  |
|                                                                                      | Рампур                                                           | наваб                                                    | Хамид Али Хан                                            | 1889—1930                                                      |                      |  |
|                                                                                      | Ратлам                                                           | Махараджа                                                | Саджан Сингх                                             | 1921—1947                                                      |                      |  |
|                                                                                      | Рева                                                             | Махараджа                                                | Гулаб Сингх Джу Део                                      | 1918—1946                                                      |                      |  |
|                                                                                      | Савантвади                                                       | Раджа                                                    | Кхем Савант V Бхонсле                                    | 1913—1937                                                      |                      |  |
|                                                                                      | Саилана                                                          | Раджа                                                    | Дилип Сингх                                              | 1919—1948                                                      |                      |  |
|                                                                                      | Самтхар                                                          | Махараджа                                                | Бир Сингх                                                | 1896—1935                                                      |                      |  |
|                                                                                      | Сангли                                                           | Рао                                                      | Чинтаман Рао II Дхунди                                   | 1903—1932                                                      |                      |  |
|                                                                                      | Сват                                                             | Вали                                                     | Мьянгул Абдул Вадуд                                      | 1918—1947                                                      |                      |  |
|                                                                                      | Сирмур                                                           | Махараджа                                                | Амар Пракаш                                              | 1911—1933                                                      |                      |  |
|                                                                                      | Сирохи                                                           | Махарао                                                  | Сапур Рам Сингх                                          | 1920—1946                                                      |                      |  |
|                                                                                      | Ситамау                                                          | Раджа                                                    | Радж Рам Сингх II                                        | 1900—1947                                                      |                      |  |
|                                                                                      | Сонепур                                                          | Махараджа                                                | Митродайя Сингх Део                                      | 1902—1937                                                      |                      |  |
|                                                                                      | Сукет                                                            | Раджа                                                    | Лакшман Сен                                              | 1919—1947                                                      |                      |  |
|                                                                                      | Тонк                                                             | Наваб                                                    | Мухаммад Ибрагим Али Хан                                 | 1867—1930                                                      |                      |  |
|                                                                                      | Траванкор                                                        | Махараджа                                                | Читхира Тхирунал Баларама Варма II                       | 1924—1949                                                      |                      |  |
|                                                                                      | Трипура                                                          | Махааджа                                                 | Бикрама Кишор Маникья                                    | 1923—1947                                                      |                      |  |
|                                                                                      | Фаридкот                                                         | Махараджа                                                | Хариндер Сингх                                           | 1918—1947                                                      |                      |  |
|                                                                                      | Хаирпур                                                          | Мир                                                      | Али Наваз Хан Талпур                                     | 1921—1935                                                      |                      |  |
|                                                                                      | Хайдарабад                                                       | Низам                                                    | Асаф Джах VII                                            | 1911—1948                                                      |                      |  |
|                                                                                      | Харан                                                            | Мир                                                      | Хабибулла                                                | 1911—1948                                                      |                      |  |
|                                                                                      | Хиндол                                                           | раджа                                                    | Наба Кишор Чандра                                        | 1906—1948                                                      |                      |  |
|                                                                                      | Хунза                                                            | мир                                                      | Мохаммад Назим Хан                                       | 1892—1938                                                      |                      |  |
|                                                                                      | Чамба                                                            | Раджа                                                    | Рам Сингх                                                | 1919—1935                                                      |                      |  |
|                                                                                      | Чаркхари                                                         | Махараджа                                                | Аримардан Сингх                                          | 1920—1941                                                      |                      |  |
|                                                                                      | Читрал                                                           | мехтар                                                   | Шуджа уль-Мульк                                          | 1895—1936                                                      |                      |  |
|                                                                                      | Чхатарпур                                                        | Махараджа                                                | Вишванатх Сингх                                          | 1895—1932                                                      |                      |  |
|                                                                                      | Шахпура                                                          | Раджа                                                    | Нахар Сингх                                              | 1870—1932                                                      |                      |  |
|                                                                                      | Бруней (протекторат Великобритании)                              | Бруней (протекторат Великобритании)                      | Султан                                                   | Ахмад Таджуддин                                                | 1924—1950            |  |
|                                                                                      | Бутан                                                            | Бутан                                                    | Король                                                   | Угьен Вангчук                                                  | 1907—1926            |  |
|                                                                                      | Вьетнам (протекторат Франции Аннам)                              | Вьетнам (протекторат Франции Аннам)                      | Император                                                | Нгуен Хоанг-тонг Бао-дай-де                                    | 1916—1925 —1945      |  |
|                                                                                      | Индонезийские султанаты                                          |                                                          |                                                          |                                                                |                      |  |
|                                                                                      |                                                                  |                                                          |                                                          |                                                                |                      |  |
|                                                                                      | Бачан (протекторат Нидерландов)                                  | Султан                                                   | Мухаммад Усман                                           | 1900—1935                                                      |                      |  |
|                                                                                      | Дели (протекторат Нидерландов)                                   | Султан                                                   | Амалуддин аль-Сани Перкаша Алам Шах                      | 1924—1945                                                      |                      |  |
|                                                                                      | Джокьякарта (протекторат Нидерландов)                            | Султан                                                   | Хаменгкубувоно VIII                                      | 1921—1939                                                      |                      |  |
|                                                                                      | Мангкунегаран (протекторат Нидерландов)                          | султан                                                   | Мангкунегара VII                                         | 1916—1944                                                      |                      |  |
|                                                                                      | Понтианак (протекторат Нидерландов)                              | Султан                                                   | Мухаммад Алькадри                                        | 1895—1944                                                      |                      |  |
|                                                                                      | Саравак (протекторат Великобритании)                             | Раджа                                                    | Чарльз Вайнер Брук                                       | 1917—1946                                                      |                      |  |
|                                                                                      | Сиак (протекторат Нидерландов)                                   | Султан                                                   | Зияриф Касим II                                          | 1915—1949                                                      |                      |  |
|                                                                                      | Суракарта (протекторат Нидерландов)                              | Сусухунан                                                | Пакубовоно X                                             | 1893—1939                                                      |                      |  |
|                                                                                      | Ирак (протекторат Великобритании)                                | Ирак (протекторат Великобритании)                        | Король                                                   | Фейсал I                                                       | 1921—1933            |  |
| Премьер-министр                                                                      | Ирак (протекторат Великобритании)                                | Ирак (протекторат Великобритании)                        | Ясин аль-Хашими Абд аль-Мухсин ас-Саадун                 | (1924—1925, 1935—1936) (1922—1923, 1925—1926, 1928—1929, 1929) |                      |  |
|                                                                                      | Иран                                                             | Иран                                                     | Шах                                                      | Ахмад-шах Реза Пехлеви                                         | 1909—1925 —1941      |  |
| Премьер-министр                                                                      | Иран                                                             | Иран                                                     | Реза Пехлеви Мохаммед Али Форуги                         | 1923—1925 (1925—1926, 1933—1935, 1941—1942)                    |                      |  |
|                                                                                      | Йеменское королевство                                            | Йеменское королевство                                    | Король                                                   | Яхья бин Мухаммед Хамид-ад-Дин                                 | 1918—1948            |  |
|                                                                                      | Йеменские султанаты и шейхства (протекторат Великобритании Аден) |                                                          |                                                          |                                                                |                      |  |
|                                                                                      |                                                                  | Алави                                                    | Шейх                                                     | Абд аль-Наби ибн Али аль-Алави Мухсин ибн Али аль-Алави        | 1920—1925 —1940      |  |
|                                                                                      | Акраби                                                           | Шейх                                                     | Аль-Фадль ибн Абдалла аль-Акраби                         | 1905—1940                                                      |                      |  |
|                                                                                      | Аудхали                                                          | султан                                                   | Аль-Касим ибн Хамид                                      | 1900—1928                                                      |                      |  |
|                                                                                      | Верхний Аулаки                                                   | Султан                                                   | Салих ибн Абдалла                                        | 1887—1935                                                      |                      |  |
|                                                                                      | Верхняя Яфа                                                      | Султан                                                   | Салих II бин Умар аль-Хархара                            | 1919—1927                                                      |                      |  |
|                                                                                      | Дали                                                             | Эмир                                                     | Хайдара бин Насир аль-Амири                              | 1920—1928                                                      |                      |  |
|                                                                                      | Касири                                                           | Султан                                                   | Мансур ибн Галиб                                         | 1880—1929                                                      |                      |  |
|                                                                                      | Куайти                                                           | Султан                                                   | Умар ибн Авад аль-Куайти                                 | 1922—1936                                                      |                      |  |
|                                                                                      | Лахедж                                                           | Султан                                                   | Абд аль-Карим II ибн Фадл                                | 1915—1947                                                      |                      |  |
|                                                                                      | Мафлахи                                                          | Шейх                                                     | Аль-Касим ибн Абд аль-Рахман                             | 1920—1967                                                      |                      |  |
|                                                                                      | Махра                                                            | Султан                                                   | Абдаллах III бин Иса                                     | 1907—1928                                                      |                      |  |
|                                                                                      | Нижний Аулаки                                                    | Султан                                                   | Мунассар II ибн Али аль-Аулаки                           | 1924—1930                                                      |                      |  |
|                                                                                      | Нижняя Яфа                                                       | Cултан                                                   | Мухсин II ибн Али аль-Афифи Айдарус ибн Мухсин аль-Афифи | 1916—1925 —1958                                                |                      |  |
|                                                                                      | Фадли                                                            | Cултан                                                   | Абд аль-Кадир бин Ахмад                                  | 1924—1927                                                      |                      |  |
|                                                                                      | Шаиб                                                             | Шейх                                                     | Мутаххар ибн Мани аль-Саклади                            | 1915—1935                                                      |                      |  |
|                                                                                      | Камбоджа (протекторат Франции)                                   | Камбоджа (протекторат Франции)                           | Король                                                   | Сисоват I                                                      | 1904—1927            |  |
|                                                                                      | Катар (протекторат Великобритании) (протекторат Франции)         | Катар (протекторат Великобритании) (протекторат Франции) | Эмир                                                     | Абдаллах бин Джасим Аль Тани                                   | 1913—1949            |  |
|                                                                                      | Китайская Республика                                             | Китайская Республика                                     | Президент                                                | Дуань Цижуй                                                    | 1924—1926            |  |
| Председатель государственного совета                                                 | Китайская Республика                                             | Китайская Республика                                     | Сюй Шиин                                                 | 1925—1926                                                      |                      |  |
|                                                                                      | Кувейт (протекторат Великобритании)                              | Кувейт (протекторат Великобритании)                      | Шейх                                                     | Ахмед аль-Джабер ас-Сабах (Ахмед I)                            | 1921—1950            |  |
|                                                                                      | Луангпхабанг (протекторат Франции)                               | Луангпхабанг (протекторат Франции)                       | Король                                                   | Сисаванг Вонг                                                  | 1904—1945            |  |
|                                                                                      | Малайские султанаты                                              |                                                          |                                                          |                                                                |                      |  |
|                                                                                      |                                                                  | Джохор                                                   | Султан                                                   | Ибрагим аль Масихур                                            | 1895—1957            |  |
|                                                                                      | Кедах (протекторат Великобритании)                               | Cултан                                                   | Абдул Хамид Халим                                        | 1881—1943                                                      |                      |  |
|                                                                                      | Келантан (протекторат Великобритании)                            | Султан                                                   | Исмаил ибн Альмархум                                     | 1920—1944                                                      |                      |  |
|                                                                                      | Негери-Сембилан (протекторат Великобритании)                     | Ямтуан бесар                                             | Мухаммад                                                 | 1888—1933                                                      |                      |  |
|                                                                                      | Паханг (протекторат Великобритании)                              | Султан                                                   | Абдулла I аль-Мутасим Биллах Шах                         | 1917—1932                                                      |                      |  |
|                                                                                      | Перак (протекторат Великобритании)                               | Султан                                                   | Искандар-шах                                             | 1918—1938                                                      |                      |  |
|                                                                                      | Перлис (протекторат Великобритании)                              | Раджа                                                    | Алва                                                     | 1905—1943                                                      |                      |  |
|                                                                                      | Селангор (протекторат Великобритании)                            | Султан                                                   | Алааддин Сулейман                                        | 1898—1938                                                      |                      |  |
|                                                                                      | Тренгану (протекторат Великобритании)                            | Султан                                                   | Сулайман Бадрул Алам Шах                                 | 1920—1942                                                      |                      |  |
|                                                                                      | Мальдивы (протекторат Великобритании)                            | Мальдивы (протекторат Великобритании)                    | султан                                                   | Мухаммад Шамсуддин III                                         | 1893, 1902—1934      |  |
|                                                                                      | Монгольская Народная Республика                                  | Монгольская Народная Республика                          | Председатель Великого Государственного Хурала            | Пэлжидийн Гэндэн                                               | 1924—1927            |  |
| Председатель ЦК Монгольской народной партии                                          | Монгольская Народная Республика                                  | Монгольская Народная Республика                          | Цэрэн-Очирын Дамбадорж                                   | 1924—1928                                                      |                      |  |
| Премьер-министр                                                                      | Монгольская Народная Республика                                  | Монгольская Народная Республика                          | Балингийн Цэрэндорж                                      | 1923—1928                                                      |                      |  |
|                                                                                      | Неджд                                                            | Неджд                                                    | Султан                                                   | Абдул-Азиз Аль Сауд                                            | 1921—1926            |  |
|                                                                                      | Непал                                                            | Непал                                                    | Король                                                   | Трибхуван                                                      | 1911—1955            |  |
| Премьер-министр                                                                      | Непал                                                            | Непал                                                    | Чандра Шамшер Рана                                       | 1901—1929                                                      |                      |  |
|                                                                                      | Оман (протекторат Великобритании)                                | Оман (протекторат Великобритании)                        | Султан                                                   | Теймур бин Фейсал                                              | 1913—1932            |  |
|                                                                                      | Сиам (Раттанакосин)                                              | Сиам (Раттанакосин)                                      | Король                                                   | Рама VI (Вачиравуд) Рама VII (Прачадипок)                      | 1910—1925 —1935      |  |
|                                                                                      | Сикким (протекторат Великобритании)                              | Сикким (протекторат Великобритании)                      | Чогьял                                                   | Таши Намгьял                                                   | 1914—1963            |  |
|                                                                                      | Танну́-Ту́ва                                                       | Танну́-Ту́ва                                               | Председатель президиума Малого Хурала                    | Дондук Куулар                                                  | 1924—1926            |  |
| Председатель Совета министров                                                        | Танну́-Ту́ва                                                       | Танну́-Ту́ва                                               | Соян Оруйгу Дондук Куулар                                | 1924—1925 —1929                                                |                      |  |
| Генеральный секретарь Тувинской народно-революционной партии                         | Танну́-Ту́ва                                                       | Танну́-Ту́ва                                               | Шагдыр                                                   | 1924—1926                                                      |                      |  |
|                                                                                      | Тибет (протекторат Китайской Республики)                         | Тибет (протекторат Китайской Республики)                 | далай-лама                                               | Тхуптэн Гьяцо (Далай-лама XIII)                                | 1879—1933            |  |
|                                                                                      | Трансиордания (протекторат Великобритании)                       | Трансиордания (протекторат Великобритании)               | Эмир                                                     | Абдалла ибн Хусейн                                             | 1921—1946            |  |
| Премьер-министр                                                                      | Трансиордания (протекторат Великобритании)                       | Трансиордания (протекторат Великобритании)               | Али Рида Баша ар-Рикаби                                  | 1922—1923, 1924—1926                                           |                      |  |
|                                                                                      | Турция                                                           | Турция                                                   | Президент                                                | Мустафа Кемаль                                                 | 1923—1938            |  |
| Премьер-министр                                                                      | Турция                                                           | Турция                                                   | Али Фетхи Окьяр Исмет Инёню                              | (1923, 1924—1925) (1923—1924, 1925—1937, 1961—1965)            |                      |  |
|                                                                                      | Хиджаз                                                           | Хиджаз                                                   | Король                                                   | Али ибн Хусейн                                                 | 1924—1925            |  |
| В 1925 году завоевано Недждом, в 1926 году вошло в единое коорлевство Неджд и Хиджаз | Хиджаз                                                           | Хиджаз                                                   |                                                          |                                                                |                      |  |
|                                                                                      | Япония                                                           | Япония                                                   | Император                                                | Ёсихито (император Тайсё)                                      | 1912—1926            |  |
| Премьер-министр                                                                      | Япония                                                           | Япония                                                   | Такааки Като                                             | 1924—1926                                                      |                      |  |

## Африка
| Флаг               | Страна                                 | Страна                                 | Должность             | Имя                     | Начало и конец срока | Фото |
| ------------------ | -------------------------------------- | -------------------------------------- | --------------------- | ----------------------- | -------------------- | ---- |
|                    | Аусса                                  | Аусса                                  | султан                | Яйо ибн Мухаммад        | 1902—1927            |      |
|                    | Буганда (протекторат Великобритании)   | Буганда (протекторат Великобритании)   | кабака                | Дауди Чва II            | 1897—1939            |      |
|                    | Бурунди (протекторат Бельгии)          | Бурунди (протекторат Бельгии)          | Мвами (король)        | Мвамбутса IV            | 1915—1966            |      |
|                    | Джимма                                 | Джимма                                 | король                | Абба Джифар II          | 1878—1932            |      |
|                    | Египет                                 | Египет                                 | Король                | Фуад I                  | 1922—1936            |      |
| Премьер-министр    | Египет                                 | Египет                                 | Ахмад Зивар-паша      | 1924—1926               |                      |      |
|                    | Занзибар (протекторат Великобритании)  | Занзибар (протекторат Великобритании)  | Султан                | Халифа ибн Харуб        | 1911—1960            |      |
|                    | Либерия                                | Либерия                                | Президент             | Чарльз Данбэр Кинг      | 1920—1930            |      |
|                    | Маджиртин (протекторат Италии)         | Маджиртин (протекторат Италии)         | султан                | Кисмаан II Осман Махмуд | 1860—1927            |      |
|                    | Марокко (протекторат Франции)          | Марокко (протекторат Франции)          | Султан                | Мулай Юсуф              | 1912—1927            |      |
|                    | Рифская республика                     | Рифская республика                     | Президент (эмир)      | Абд аль-Крим            | 1921—1926            |      |
| Премьер-министр    | Рифская республика                     | Рифская республика                     | Хадж Хатми            | 1923—1926               |                      |      |
|                    | Руанда (протекторат Бельгии)           | Руанда (протекторат Бельгии)           | мвами                 | Юхи V                   | 1896—1931            |      |
|                    | Салум (протекторат Франции)            | Салум (протекторат Франции)            | маад                  | Маава Сему Диуф         | 1919—1935            |      |
|                    | Свазиленд (протекторат Великобритании) | Свазиленд (протекторат Великобритании) | нгвеньяма (король)    | Собуза II               | 1899—1982            |      |
|                    | Тунис (протекторат Франции)            | Тунис (протекторат Франции)            | Бей                   | Мухаммад VI аль-Хабиб   | 1922—1929            |      |
|                    | Эфиопия                                | Эфиопия                                | Императрица           | Заудиту                 | 1916—1930            |      |
| Премьер-министр    | Эфиопия                                | Эфиопия                                | Хабте Гиоргис Динагде | 1909—1927               |                      |      |
|                    | Южно-Африканский Союз                  | Южно-Африканский Союз                  | Король                | Георг VI                | 1910—1936            |      |
| Генерал-губернатор | Южно-Африканский Союз                  | Южно-Африканский Союз                  | Александр Кембридж    | 1924—1931               |                      |      |
| Премьер-министр    | Южно-Африканский Союз                  | Южно-Африканский Союз                  | Джеймс Барри Герцог   | 1924—1939               |                      |      |

## Европа
| Флаг                                                        | Страна                                                     | Страна                                                     | Должность                                                                                             | Имя                                                                                                  | Начало и конец срока                          | Фото |
| ----------------------------------------------------------- | ---------------------------------------------------------- | ---------------------------------------------------------- | --- | --- | --------------------------------------------- | ---- |
| Флаг Австрии                                                | Австрия                                                    | Австрия                                                    | Федеральный президент                                                                                 | Михаэль Хайниш                                                                                       | 1920—1928                                     |      |
| Флаг Австрии                                                | Австрия                                                    | Австрия                                                    | Федеральный канцлер                                                                                   | Рудольф Рамек                                                                                        | 1924—1926                                     |      |
|                                                             | Албания                                                    | Албания                                                    | Президент                                                                                             | Ахмет Зогу                                                                                           | 1925—1928                                     |      |
| Премьер-министр                                             | Албания                                                    | Албания                                                    | Илиаз Бей Вриони Ахмет Зогу                                                                           | (1920—1921, 1924, 1924—1925) (1922—1924, 1925)                                                       |                                               |      |
| Флаг Андорры                                                | Андорра                                                    | Андорра                                                    | Соправители                                                                                           | Гастон Думерг, Президент Франции                                                                     | 1924—1931                                     |      |
| Флаг Андорры                                                | Андорра                                                    | Андорра                                                    | Соправители                                                                                           | Хусти Гвитарт-и-Вилардево, Епископ Урхельский                                                        | 1920—1940                                     |      |
| Флаг Бельгии                                                | Бельгия                                                    | Бельгия                                                    | Король                                                                                                | Альберт I                                                                                            | 1909—1934                                     |      |
| Флаг Бельгии                                                | Бельгия                                                    | Бельгия                                                    | Премьер-министр                                                                                       | Жорж Тёнис Алоис Ван де Вейвере Проспер Пулле                                                        | (1921—1925, 1934—1935) 1925 —1926             |      |
|                                                             | Болгария                                                   | Болгария                                                   | Царь                                                                                                  | Борис III                                                                                            | 1918—1943                                     |      |
| Премьер-министр                                             | Болгария                                                   | Болгария                                                   | Александр Цанков                                                                                      | 1923—1926                                                                                            |                                               |      |
|                                                             | Великобритания и Ирландия                                  | Великобритания и Ирландия                                  | Король                                                                                                | Георг V                                                                                              | 1910—1936                                     |      |
| Премьер-министр                                             | Великобритания и Ирландия                                  | Великобритания и Ирландия                                  | Стэнли Болдуин                                                                                        | 1923—1924, 1924—1929, 1935—1937                                                                      |                                               |      |
|                                                             | Венгрия                                                    | Венгрия                                                    | Регент                                                                                                | Миклош Хорти                                                                                         | 1920—1944                                     |      |
| Премьер-министр                                             | Венгрия                                                    | Венгрия                                                    | Иштван Бетлен                                                                                         | 1921—1931                                                                                            |                                               |      |
|                                                             | Германское государство (Веймарская республика)             | Германское государство (Веймарская республика)             | Рейхспрезидент                                                                                        | Фридрих Эберт Ганс Лютер (и. о.) Вальтер Симонс (и. о.) Пауль фон Гинденбург                         | 1919—1925 —1934                               |      |
| Рейхсканцлер                                                | Германское государство (Веймарская республика)             | Германское государство (Веймарская республика)             | Вильгельм Маркс Ганс Лютер                                                                            | (1923—1925, 1926—1928) 1925—1926                                                                     |                                               |      |
|                                                             | Греция                                                     | Греция                                                     | Президент                                                                                             | Павлос Кунтуриотис                                                                                   | 1924—1926, 1926—1929                          |      |
| Премьер-министр                                             | Греция                                                     | Греция                                                     | Андреас Михалакопулос Теодорос Пангалос                                                               | 1924—1925 —1926                                                                                      |                                               |      |
| Флаг Дании                                                  | Дания                                                      | Дания                                                      | Король                                                                                                | Кристиан X                                                                                           | 1912—1947                                     |      |
| Флаг Дании                                                  | Дания                                                      | Дания                                                      | Премьер-министр                                                                                       | Торвальд Стаунинг                                                                                    | 1924—1926, 1929—1942                          |      |
|                                                             | Ирландское Свободное государство (доминион Великобритании) | Ирландское Свободное государство (доминион Великобритании) | Король                                                                                                | Георг V                                                                                              | 1922—1936                                     |      |
| Генерал-губернатор                                          | Ирландское Свободное государство (доминион Великобритании) | Ирландское Свободное государство (доминион Великобритании) | Тимоти Хили                                                                                           | 1922—1928                                                                                            |                                               |      |
| Председатель исполнительного совета                         | Ирландское Свободное государство (доминион Великобритании) | Ирландское Свободное государство (доминион Великобритании) | Уильям Томас Косгрейв                                                                                 | 1922—1932                                                                                            |                                               |      |
|                                                             | Исландия                                                   | Исландия                                                   | Король                                                                                                | Кристиан X                                                                                           | 1918—1944                                     |      |
| Премьер-министр                                             | Исландия                                                   | Исландия                                                   | Йоун Магнуссон                                                                                        | 1918—1922, 1924—1926                                                                                 |                                               |      |
|                                                             | Испания                                                    | Испания                                                    | Король                                                                                                | Альфонсо XIII                                                                                        | 1886—1931                                     |      |
| Премьер-министр                                             | Испания                                                    | Испания                                                    | Мигель Примо де Ривера                                                                                | 1923—1930                                                                                            |                                               |      |
|                                                             | Италия                                                     | Италия                                                     | Король                                                                                                | Виктор Эммануил III                                                                                  | 1900—1946                                     |      |
| Премьер-министр                                             | Италия                                                     | Италия                                                     | Бенито Муссолини                                                                                      | 1922—1943                                                                                            |                                               |      |
|                                                             | Латвия                                                     | Латвия                                                     | Президент                                                                                             | Янис Чаксте                                                                                          | 1922—1927                                     |      |
| Премьер-министр                                             | Латвия                                                     | Латвия                                                     | Хуго Целминьш Карлис Улманис                                                                          | (1924—1925, 1928—1931) (1920—1921, 1925—1926, 1931, 1934—1940)                                       |                                               |      |
|                                                             | Литва                                                      | Литва                                                      | Президент                                                                                             | Александрас Стульгинскис                                                                             | 1920—1926                                     |      |
| Премьер-министр                                             | Литва                                                      | Литва                                                      | Антанас Туменас Витаутас Пятрулис Ляонас Бистрас                                                      | 1924—1925 —1926                                                                                      |                                               |      |
|                                                             | Лихтенштейн                                                | Лихтенштейн                                                | Князь                                                                                                 | Иоганн II                                                                                            | 1858—1929                                     |      |
| Премьер-министр                                             | Лихтенштейн                                                | Лихтенштейн                                                | Густав Шедлер                                                                                         | 1922—1928                                                                                            |                                               |      |
| Флаг Люксембурга                                            | Люксембург                                                 | Люксембург                                                 | Великая герцогиня                                                                                     | Шарлотта                                                                                             | 1919—1964                                     |      |
| Флаг Люксембурга                                            | Люксембург                                                 | Люксембург                                                 | Премьер-министр                                                                                       | Эмиль Ройтер Пьер Прюм                                                                               | 1918—1925 —1926                               |      |
| Флаг Монако                                                 | Монако                                                     | Монако                                                     | Князь                                                                                                 | Луи II                                                                                               | 1922—1949                                     |      |
| Флаг Монако                                                 | Монако                                                     | Монако                                                     | Премьер-министр                                                                                       | Морис Пьет                                                                                           | 1923—1932                                     |      |
| Флаг Нидерландов                                            | Нидерланды                                                 | Нидерланды                                                 | Королева                                                                                              | Вильгельмина                                                                                         | 1890—1948                                     |      |
| Флаг Нидерландов                                            | Нидерланды                                                 | Нидерланды                                                 | Премьер-министр                                                                                       | Шарль Рёйс де Беренбрук Хендрик Колейн                                                               | (1918—1925, 1929—1933) (1925—1926, 1933—1939) |      |
| Флаг Норвегии                                               | Норвегия                                                   | Норвегия                                                   | Король                                                                                                | Хокон VII                                                                                            | 1905—1957                                     |      |
| Флаг Норвегии                                               | Норвегия                                                   | Норвегия                                                   | Премьер-министр                                                                                       | Йохан Лудвиг Мовинкель                                                                               | 1924—1926, 1928—1931, 1933—1935               |      |
| Флаг Польши                                                 | Польша                                                     | Польша                                                     | Президент                                                                                             | Станислав Войцеховский                                                                               | 1922—1926                                     |      |
| Флаг Польши                                                 | Польша                                                     | Польша                                                     | Премьер-министр                                                                                       | Владислав Грабский Александр Скшиньский                                                              | 1920, 1923—1925 —1926                         |      |
|                                                             | Португалия                                                 | Португалия                                                 | Президент                                                                                             | Мануэл Тейшейра Гомиш Бернардину Машаду                                                              | 1923—1925 (1915—1917, 1925—1926)              |      |
| Премьер-министр                                             | Португалия                                                 | Португалия                                                 | Жозе Домингеш душ Сантуш Виторину де Карвалью Гимарайнш Антониу Мария да Силва Домингуш Лейте Перейра | 1924—1925 (1920, 1922—1923, 1925, 1925—1926) (1919, 1920, 1925)                                      |                                               |      |
|                                                             | Румыния                                                    | Румыния                                                    | Король                                                                                                | Фердинанд I                                                                                          | 1914—1927                                     |      |
| Премьер-министр                                             | Румыния                                                    | Румыния                                                    | Ионел Брэтиану                                                                                        | 1909—1911, 1914—1918, 1918—1919, 1922—1926, 1927                                                     |                                               |      |
| Флаг Сан-Марино                                             | Сан-Марино                                                 | Сан-Марино                                                 | Капитаны-регенты                                                                                      | Франческо Морри и Джироламо Гоци Марино Фаттори и Аугусто Муларони Валерио Паскуали и Марко Маркуччи | 1924—1925 —1926                               |      |
|                                                             | Святой Престол                                             | Святой Престол                                             | Папа                                                                                                  | Пий XI                                                                                               | 1922—1939                                     |      |
|                                                             | Королевство сербов, хорватов и словенцев                   | Королевство сербов, хорватов и словенцев                   | Король                                                                                                | Александр I Карагеоргиевич                                                                           | 1921—1934                                     |      |
| Премьер-министр                                             | Королевство сербов, хорватов и словенцев                   | Королевство сербов, хорватов и словенцев                   | Никола Пашич                                                                                          | 1918, 1921—1924, 1924—1926                                                                           |                                               |      |
|                                                             | Союз Советских Социалистических Республик                  | Союз Советских Социалистических Республик                  | Председатели ВЦИК                                                                                     | Михаил Калинин (от РСФСР)                                                                            | 1922—1938                                     |      |
| Григорий Петровский (от Украинской ССР)                     | Союз Советских Социалистических Республик                  | Союз Советских Социалистических Республик                  | Председатели ВЦИК                                                                                     | 1920—1938                                                                                            |                                               |      |
| Александр Червяков (от Белорусской ССР)                     | Союз Советских Социалистических Республик                  | Союз Советских Социалистических Республик                  | Председатели ВЦИК                                                                                     | 1922—1937                                                                                            |                                               |      |
| Нариман Нариманов Газанфар Мусабеков (от Закавказской СФСР) | Союз Советских Социалистических Республик                  | Союз Советских Социалистических Республик                  | Председатели ВЦИК                                                                                     | 1922—1925 —1938                                                                                      |                                               |      |
| Недирбай Айтаков (от Туркменской ССР)                       | Союз Советских Социалистических Республик                  | Союз Советских Социалистических Республик                  | Председатели ВЦИК                                                                                     | 1925—1938                                                                                            |                                               |      |
| Файзулла Ходжаев (от Узбекской ССР)                         | Союз Советских Социалистических Республик                  | Союз Советских Социалистических Республик                  | Председатели ВЦИК                                                                                     | 1925—1937                                                                                            |                                               |      |
| Председатель Совета народных комиссаров                     | Союз Советских Социалистических Республик                  | Союз Советских Социалистических Республик                  | Алексей Рыков                                                                                         | 1924—1930                                                                                            |                                               |      |
| Генеральный секретарь ЦК ВКП(б)                             | Союз Советских Социалистических Республик                  | Союз Советских Социалистических Республик                  | Иосиф Сталин                                                                                          | 1925—1952                                                                                            |                                               |      |
|                                                             | Финляндия                                                  | Финляндия                                                  | Президент                                                                                             | Каарло Юхо Стольберг Лаури Кристиан Реландер                                                         | 1919—1925 —1931                               |      |
| Премьер-министр                                             | Финляндия                                                  | Финляндия                                                  | Лаури Ингман Антти Туленхеймо Кюёсти Каллио                                                           | (1918—1919, 1924—1925) 1925 (1922—1924, 1925—1926, 1929—1930, 1936—1937)                             |                                               |      |
|                                                             | Франция                                                    | Франция                                                    | Президент                                                                                             | Гастон Думерг                                                                                        | 1924—1931                                     |      |
| Премьер-министр                                             | Франция                                                    | Франция                                                    | Эдуар Эррио Поль Пенлеве Аристид Бриан                                                                | (1924—1925, 1926, 1932) (1917, 1925) (1909—1911, 1913, 1915—1917, 1921—1922, 1925—1926, 1929)        |                                               |      |
|                                                             | Чехословакия                                               | Чехословакия                                               | Президент                                                                                             | Томаш Масарик                                                                                        | 1918—1935                                     |      |
| Премьер-министр                                             | Чехословакия                                               | Чехословакия                                               | Антонин Швегла                                                                                        | 1922—1926, 1926—1929                                                                                 |                                               |      |
| Флаг Швейцарии                                              | Швейцария                                                  | Швейцария                                                  | Президент                                                                                             | Жан-Мари Мюзи                                                                                        | 1925, 1930                                    |      |
|                                                             | Швеция                                                     | Швеция                                                     | Король                                                                                                | Густав V                                                                                             | 1907—1950                                     |      |
| Премьер-министр                                             | Швеция                                                     | Швеция                                                     | Карл Брантинг Рикард Сандлер                                                                          | (1920, 1921—1923, 1924—1925) 1925—1926                                                               |                                               |      |
|                                                             | Эстонская Республика                                       | Эстонская Республика                                       | Государственный старейшина                                                                            | Юрий Яксон Яан Теэмант                                                                               | 1924—1925 (1925—1927, 1932)                   |      |

## Океания
| Флаг                | Страна                             | Должность               | Имя                                    | Начало и конец срока | Фото |
| ------------------- | ---------------------------------- | ----------------------- | -------------------------------------- | -------------------- | ---- |
|                     | Австралия                          | Король                  | Георг V                                | 1910—1936            |      |
| Генерал-губернатор  | Австралия                          | Генри Форстер Джон Бэрд | 1920—1925 —1931                        |                      |      |
| Премьер-министр     | Австралия                          | Стэнли Брюс             | 1923—1929                              |                      |      |
| Флаг Новой Зеландии | Новая Зеландия                     | Король                  | Георг V                                | 1910—1936            |      |
| Флаг Новой Зеландии | Новая Зеландия                     | Генерал-губернатор      | Чарльз Фергюссон                       | 1924—1930            |      |
| Флаг Новой Зеландии | Новая Зеландия                     | Премьер-министр         | Уильям Мэсси Фрэнсис Белл Гордон Коутс | 1912—1925 —1928      |      |
| Флаг Тонги          | Тонга (протекторат Великобритании) | Королева                | Салоте Тупоу III                       | 1918—1965            |      |
| Флаг Тонги          | Тонга (протекторат Великобритании) | Премьер                 | Вилиами Тунги Маилефихи                | 1923—1941            |      |

## Северная и Центральная Америка
| Флаг                          | Страна                    | Должность           | Имя                                                         | Начало и конец срока            | Фото |
| ----------------------------- | ------------------------- | ------------------- | ----------------------------------------------------------- | ------------------------------- | ---- |
|                               | Гаити                     | Президент           | Луи Борно                                                   | 1922—1930                       |      |
| Флаг Гватемалы                | Гватемала                 | Президент           | Хосе Мария Орельяна Пинто                                   | 1921—1926                       |      |
| Флаг Гондураса                | Гондурас                  | Президент           | Висенте Тоста Мигель Пас Бараона                            | 1924—1925 —1929                 |      |
| Флаг Доминиканской Республики | Доминиканская Республика  | Президент           | Орасио Васкес                                               | 1924—1930                       |      |
|                               | Канада                    | Король              | Георг V                                                     | 1910—1936                       |      |
| Генерал-губернатор            | Канада                    | Джулиан Бинг        | 1921—1926                                                   |                                 |      |
| Премьер-министр               | Канада                    | Уильям Макензи Кинг | 1921—1926, 1926—1930, 1935—1948                             |                                 |      |
|                               | Коста-Рика                | Президент           | Рикардо Хименес Ореамуно                                    | 1910—1914, 1924—1928, 1932—1936 |      |
|                               | Куба                      | Президент           | Альфредо Сайас-и-Альфонсо Херардо Мачадо                    | 1921—1925 —1933                 |      |
|                               | Мексика                   | Президент           | Плутарко Элиас Кальес                                       | 1924—1928                       |      |
|                               | Никарагуа                 | Президент           | Бартоломе Мартинес Гонсалес Карлос Хосе Солорсано Гутьеррес | 1923—1925 —1926                 |      |
|                               | Панама                    | Президент           | Родольфо Чиари                                              | 1924—1928                       |      |
| Флаг Сальвадора               | Сальвадор                 | Президент           | Альфонсо Киньонес Молина                                    | 1914—1915, 1918—1919, 1923—1927 |      |
|                               | Соединённые Штаты Америки | Президент           | Калвин Кулидж                                               | 1923—1929                       |      |

## Южная Америка
| Флаг           | Страна    | Должность | Имя | Начало и конец срока                              | Фото |
| -------------- | --------- | --------- | --- | ------------------------------------------------- | ---- |
| Флаг Аргентины | Аргентина | Президент | Марсело Торкуато де Альвеар | 1922—1928                                         |      |
| Флаг Боливии   | Боливия   | Президент | Роза Баутиста Сааведра Фелипе Сегундо Гусман                                                                                                  | 1921—1925 —1926                                   |      |
|                | Бразилия  | Президент | Артур Бернардис | 1922—1926                                         |      |
|                | Венесуэла | Президент | Хуан Висенте Гомес | 1908—1913, 1922—1929, 1931—1935                   |      |
| Флаг Колумбии  | Колумбия  | Президент | Педро Нель Оспина Васкес | 1922—1926                                         |      |
|                | Парагвай  | Президент | Элихио Айяла | 1923—1924, 1924—1928                              |      |
|                | Перу      | Президент | Аугусто Легия | 1908—1912, 1919—1930                              |      |
| Флаг Уругвая   | Уругвай   | Президент | Хосе Серрато Бергеро | 1923—1927                                         |      |
| Флаг Чили      | Чили      | Президент | Луис Альтамирано Педро Дартнель (и. о.) Эмилио Бельо Кодесидо (и. о.) Артуро Алессандри (и. о.) Луис Баррос Боргоньо (и. о.) Эмилиано Фигероа | 1924—1925 (1920—1924, 1925, 1932—1937) 1925 —1927 |      |
| Флаг Эквадора  | Эквадор   | Президент | Гонсало Кордова Верховная военная хунта | 1924—1925 —1926                                   |      |

## Комментарии
1. ↑  В изгнании в Европе с 1923 года. Официально низложен Учредительной ассамблеей 31 октября 1925 года. Скончался в Нейи (Франция) в 1930 году в возрасте 32 лет.
2. ↑  Глава переворота 1921 года, премьер-министр с 1923 года. С 31 октября 1925 года временный глава государства, 12 декабря провозглашён шахиншахом. Церемония вступления прошла 15 декабря 1925 года.
3. ↑  Провозглашён шахиншахом и 1 ноября 1925 года вышел в отставку.
4. ↑  Преподаватель, депутат меджлиса с 1909 года, министр. Стал исполняющим обязанности премьер-министра после отставки Резы Пехлеви .
5. ↑  Пятый наследственный премьер-министр рода Рана, генерал-фельдмаршал.
6. ↑  В ноябре 1924 года было объявлено о его тяжёлой болезни. Скончался ночью на 25 ноября 1925 года в королевском дворце в Бангкоке в возрасте 44 лет.
7. ↑  Младший сын короля Чулалонгкорна, брат Вачиравуда. Обучался в Итонском колледже, Военной академии в Вулвиче и в Олдершоте. С началом Первой мировой войны отозван с Сиам. Наследовал престол в связи с отсутствием у Вачиравуда наследников мужского пола. Церемония коронации прошла 25 февраля 1926 года.
8. ↑  Представитель правящей Республиканской народной партии. Ушёл в отставку 2 марта 1925 года в связи с антиправительственным восстанием курдов во главе с шейхом Саидом, после того, как не поддержал инициативы меджлиса о применении к восставшим решительных мер и репрессий. Направлен послом в Париж, в 1934 году был отправлен послом в Лондон. Вернулся в Турцию в 1939 году, после смерти Ататюрка. Был избран в парламент, стал министром юстиции. Скончался в 1943 году в Стамбуле.
9. ↑  Военный, бригадный генерал, ближайший сподвижник Ататюрка. Премьер-министр в 1923—1924 годах. Представитель правящей Республиканской народной партии.
10. ↑  Потерпел поражение от Неджда в ходе Недждо-хиджазской войны (1924—1925). 19 декабря 1925 года бежал из Мекки в Ирак к своему брату королю Фейсалу.
11. ↑  Премьер-министр в 1922—1924 годах. В декабре 1924 года во главе отрядов оппозиции вторгся в страну и сверг режим епископа Фана Ноли.
12. ↑  Ушёл в отставку, уступив пост А.Зогу. В дальнейшем неоднократно занимал пост министра иностранных дел, был послом во Франции и Великобритании. Скончался в Париже в 1932 году.
13. ↑  Пост упразднён.
14. ↑  Клерикал. Подал в отставку после успеха Рабочей партии на парламентских выборах 5 апреля 1925 года. После отставки занимался бизнесом, был на дипломатической работе, возглавлял Национальный банк. Скончался в 1966 году.
15. ↑  Клерикал. Адвокат, бизнесмен, депутат парламента от Католического союза. С 1921 года занимал министерские посты. 8 мая согласился сформировать правительство после безуспешной попытки социалиста Эмиля Вандервельде (14 −17 апреля 1925 года). Кабинет не был утверждён и с середины мая другими политиками предпринимались попытки сформировать правительство. После отставки занимал пост министра сельского хозяйства, в 1926 году отошёл от политики. Скончался в Париже в 1961 году.
16. ↑  Клерикал. Виконт. Юрист, профессор, адвокат, с 1911 года занимал министерские посты. Министр экономики в 1925 году. В июне 1925 года после провала попытки социалиста Брюле сформировал кабинет, но 12 июня не получил вотума доверия. 17 июня сформировал правительство из Католического союза, социалистов и либералов). 2 июля 1925 году получил вотум доверия (123 против 29, при 15 воздержавшихся).
17. ↑  Скончался в возрасте 54 лет 28 февраля 1925 года после запоздалой операции на аппендицит, откладывавшейся из-за судебного процесса над редактором одной из фашистских газет. Срок полномочий формально истекал в июне 1925 года.
18. ↑  Рейхсканцлер, исполнял обязанности президента после смерти Ф.Эберта.
19. ↑  Юрист, доктор права с 1922 года председатель Имперского суда в Лейпциге. В 1920—1921 — министр иностранных дел. Назначен временным президентом на период проведения президентских выборов. Передал власть избранному президенту и вернулся в Лейпциг. В 1929 году ушёл в отставку, преподавал, участвовал в работе лютеранских организаций. Скончался в 1937 году в Бабельсберге.
20. ↑  Военный, генерал-фельдмаршал. Участник Австро-прусской (1866) и Франко-прусский (1870-71) войн, начальник Генерального штаба, глава Верховного военного руководства германской армии в Первую мировую войну. В отставке с 1919 года. 8 апреля 1925 года выдвинут т. н. «Имперским блоком» после относительного успеха кандидата блока Ярреса в первом туре голосования 29 марта 1925 года. Избран 26 апреля 1925 года победив католика Вильгельма Маркса и коммуниста Эрнста Тельмана. Срок полномочий 7 лет, до 12 мая 1932 года.
21. ↑  Представитель католической партии Центра. Подал в отставку 15 декабря 1924 года после выборов в Рейхстаг 7 декабря 1924 года. Попытки В.Маркса сформировать кабинет в начале января 1925 года не дали результата.
22. ↑  Министр финансов с 1923 года. Беспартийный, возглавил т. н. «деловой» коалиционный кабинет партии Центра, демократов, Немецкой народной партии, Баварской народной партии и беспартийных.
23. ↑  Представитель Либеральной партии. Подал в отставку 12 июня 1925 года после отставки министра внутренних дел Г.Кондилиса. 16 июня сформировал новый кабинет. Отправлен в отставку президентом в ходе переворота в ночь на 25 июня 1925 года. С 1926 года -министр иностранных дел. После переворота 1936 года выслан в Парос, где скончался в 1938 году.
24. ↑  Военный, генерал. Участник Балканских войн, Первой мировой войны, Греко-турецкой войны. Один из лидеров переворота 1922 года, министр иностранных дел. Вышел в отставку, в 1923 году избран в парламент. Руководитель переворота в ночь на 25 июня 1925 года, поддержанного флотом и 3-м корпусом в Македонии и Фракии. Сформировал кабинет после неудачной попытки Андреаса Папанастасиу. Арестовал политических противников, 30 сентября 1925 года распустил парламент.
25. ↑  Журналист, адвокат, уехал из Ирландии, начинал клерком на фабрике в Лондоне, долгое время был депутатом парламента. Предложен на пост генерал-губернатора У.Косгрейвом.
26. ↑  Избран 1-м Сеймом Латвии (93 голоса «за», 6 воздержались) после того, как 7 ноября 1922 года вступила в силу принятая Учредительным собранием Конституция Латвии от 15 февраля 1922 года. Срок полномочий равен сроку полномочий Сейма.
27. ↑  Представитель Крестьянского союза Латвии. В 1928 году вновь возглавил правительство.
28. ↑  Представитель Крестьянского союза Латвии. Премьер-министр 1918—1921 годах.
29. ↑  После того, как на выборах 10-11 октября 1922 года был избран 1-й Сейм Литвы, собравшийся 13 ноября, стал временным президентом. Через месяц избран Сеймом на пост президента.
30. ↑  Христианский демократ. В 1928-29 годах был председателем Католического центра, затем преподавал, вёл адвокатскую практику. В 1944 года член национального правительства, арестован гестапо, но освобождён по болезни. Бежал в Австрию, где скончался в 1946 году.
31. ↑  Христианский демократ. Сформировал правительство 5 февраля 1925 года. Финансист, министр финансов с 1922 года. Окончил Московский коммерческий институт. Подал в отставку 19 сентября 1925 года после скандала с министром иностранных дел Чернецким, без инструкций подписавшим протокол об отсрочке переговоров с Польшей. С 1926 года вне политике, отдан под суд, в 1932 году приговорён к 2 годам тюрьмы. После освобождения занимался фермерством и бизнесом. Арестован в 1920 году, в 1941 году расстрелян в лагере в Коми АССР.
32. ↑  Христианский демократ. Медик, в Первую мировую войну служил в русской армии. После 1918 года был редактором газеты, затем преподавал философию. Депутат, министр, председатель Сейма.
33. ↑  Представитель Римско-католической партии. Подал в отставку после парламентских выборов 1 июля 1925 года. Был президентом палаты депутатов, в 1933 году вновь возглавил правительство.
34. ↑  Представитель Антиреволюционной партии. Формирование правительства поручено 20 июля 1925 года после парламентских выборов. Военный, служил в колониях, военный министр в 1911 году, с 1922 года лидер Антиреволюционной партии.
35. ↑  Лидер национально-демократической партии. Возглавлял надпартийное правительство. Подал в отставку 13 ноября 1925 года в условиях тяжёлого финансового кризиса после конфликта с Банком Польши. Отошёл от политики, занимался научной деятельностью и публицистикой. Скончался от рака в 1938 году.
36. ↑  Граф. Получил образование в Вене и Кракове, на дипломатической службе в Австро-Венгрии, участник Первой мировой войны. С 1922 года министр иностранных дел. Возглавил коалиционное правительство национальных демократов, социалистов, «Пяста» и др.
37. ↑  Представитель правящей Демократической партии. Подавал в отставку 24 апреля 1925 года после попытки переворота 16 апреля, но отставка не была принята. Ушёл в отставку 11 декабря 1925 года по состоянию здоровья и после критики со стороны националистов. Эмигрировал во Французский Алжир, где скончался в 1941 году.
38. ↑  Представитель правящей Демократической партии, президент в 1915—1917 годах. Избран парламентом после отставки М.Тейшейры Гомиша.
39. ↑  Представитель правящей Демократической партии. Ушёл в отставку после получения 11 февраля 1925 года вотума недоверия в парламенте (65 голосов против 45). Возглавил левое крыло партии, участник попытки переворота 1927 года, после которой бежал во Францию. В 1954 году вернулся на родину. Скончался в 1958 году в Порту.
40. ↑  Лидер правящей Демократической партии.
41. ↑  Военный, экономист, один из руководителей республиканского восстания 1908 года. Депутат Учредительного собрания, участник Первой мировой войны, министр финансов. После 1926 года отошёл от политики, в 1936 году вышел в отставку из армии в звании полковника. Скончался в 1957 году.
42. ↑  Лидер правящей Демократической партии.
43. ↑  Представитель правящей Демократической партии, премьер-министр в 1919 и 1920 годах. Занимал пост министра иностранных дел. Отошёл от политики, скончался в 1956 году в Порту.
44. ↑  Скончался 19 марта 1925 года в Москве от сердечного приступа в возрасте 54 лет. Похоронен на Красной площади.
45. ↑  Назначен постановлением 1-й сессии ЦИК СССР 3-го созыва. Из рабочей семьи, окончил медицинский факультет Киевского университета. С 1917 года на советской работе. Член Военно-революционного комитета Азербайджана в 1920 году, председатель Совета Народных Комиссаров Азербайджана с 1922 года.
46. ↑  Назначен постановлением 1-й сессии ЦИК СССР 3-го созыва. На советской работе с 1920 года, прошел путь от Председателя Совета аула до члена Президиума ЦИК Туркестанской АССР. С 1924 года Председатель ЦИК и председатель Ревкома Туркестанской АССР. С февраля 1925 года — Председатель ЦИК новообразованной Туркменской Советской Социалистической Республики в составе СССР.
47. ↑  Назначен постановлением 1-й сессии ЦИК СССР 3-го созыва. Получил образование в Бухаре и в России, член Младобухарской партии. После восстания 1917 года бежал из Бухары, приговорён к смертной казни. С 1920 года председатель Ревкома Бухары, председатель Совета Народных Назиров Бухарской Народной Советской Республики. С 1924 года председатель Ревкома Узбекистана, с февраля 1925 года председатель Совета Народных Комиссаров новообразованной Узбекской Советской Социалистической Республики в составе СССР.
48. ↑  . Отказался от выдвижения на второй срок. В 1930 году был похищен, но освобождён, тогда же избран в Сейм. Кандидат на президентских выборах 1931 и 1937 годов. С 1946 года советник президента Ю.Паасикиви. Скончался в 1952 году в Хельсинки.
49. ↑  Представитель партии Аграрный союз. Агроном и доктор философии, депутат сейма с 1910 года, президент Сейма в 1919 года, с 1920 года губернатор Выборгской губернии. Избран в ходе президентских выборов 15-16 января 1925 года, победил Ристо Рюти, кандидата Национально-прогрессивной партии. Срок полномочий — 6 лет, до 1 марта 1931 года.
50. ↑  Глава правительства Национальной коалиционной партии. Подал в отставку 19 марта 1925 года после того, как Сейм утвердил закон о выборах, противоречащий проектам правительства. После отставки продолжил преподавание теологии . В 1930 году стал архиепископом Турку и главой евангелическо-лютеранской церкви Финляндии. Скончался в 1934 году.
51. ↑  Глава правительства Национальной коалиционной партии. Юрист, преподаватель Хельсинкского университета, депутат Сейма с 1914 года. Занимал посты губернатора и министра. Формирование кабинета поручено 22 марта 1925 года. После отставки отошёл от большой политики, до 1944 года был мэром Хельсинки. Скончался в 1952 году в Хельсинки.
52. ↑  Представитель партии Аграрный союз, премьер-министр в 1922—1924 годах.
53. ↑  Представитель Партии республиканцев, радикалов и радикал-социалистов. Возглавлял кабинет Левого блока. Подал в отставку 11 апреля 1925 года, на следующий день после того, как Сенат осудил его финансовую политику. В 1926 году вновь возглавил правительство.
54. ↑  Представитель партии республиканцев-социалистов. Политик и математик, премьер-министр в 1917 году, до апреля 1925 года председатель палаты депутатов. Сформировал кабинет Левого блока (республиканцы-социалисты, радикальная левая, радикал-социалисты, независимый социалист и демократическая левая). 27 октября ушёл в отставку, 29 октября 1925 года сформировал новое правительство (республиканцы-социалисты, радикальная левая, радикал-социалисты, левые республиканцы). После отставки занимал посты военного министра, министра авиации. Скончался в 1933 году, погребён в Пантеоне.
55. ↑  Республиканец-социалист, возглавил кабинет Левого блока (республиканцы-социалисты, радикальная левая, радикал-социалисты, независимый социалист и левый республиканец), сформировав своё Х правительство. Премьер-министр в 1909—1911, 1913, 1915—1917, 1921—1922 годах.
56. ↑  Лидер Социал-демократической партии. Подорвал здоровье во время предвыборной кампании 1924 года, перенесённый грипп дал осложнения. Подал в отставку 19 января 1925 года из-за развившегося миокардита. Скончался в феврале 1925 года.
57. ↑  Социал-демократ, министр торговли. Бакалавр искусств, работал школьным учителем, был активистом Лиги социал-демократической молодёжи, редактором партийной газеты. С 1920 года занимал министерские посты. Выдвинут на пост премьер-министра руководством партии.
58. ↑  С 1926 года президент Банка Эстонии, выполнял дипломатические миссии. После 1940 года арестован, погиб в лагере в Свердловской области в 1942 году.
59. ↑  Окончил юридический факультет Петербургского университета. Участник русской революции 1905 года, приговорен к смертной казни, эмигрировал в Швейцарию. Помилован, по возвращении в России отправлен в ссылку. После получения Эстонией независимости работал адвокатом, был депутатом парламента, Генеральным прокурором Эстонии.
60. ↑  Истёк пятилетний срок полномочий. Вернулся в Англию, скончался в 1936 году в Лондоне.
61. ↑  Британский аристократ, консерватор, участник Первой мировой войны. В молодости служил в Австралии. Депутат Палаты общин, личный секретарь премьер-министра Д.Бонар Лоу, занимал пост министра транспорта Великобритании. Выбран премьер-министром Австралии Стэнли Брюсом из нескольких предложенных Лондоном кандидатур.
62. ↑  Тяжело заболел в 1924 году. Скончался в Веллингтоне 10 мая 1925 года в возрасте 69 лет.
63. ↑  Исполнял обязанности главы правительства после смерти Уильяма Мэсси. Юрист, мэр Веллингтона, депутат с 1893 года, министр иностранных дел. Утверждён премьер-министром 14 мая, но 30 мая 1925 года ушёл в отставку, после избрания лидером партии Г.Коутса. С 1926 года — представитель в Лиге Наций. Скончался в 1936 году в Веллингтоне.
64. ↑  Избран на внутрипартийных выборах лидером правящей Реформистской партии. Сделал административную карьеру, депутат с 1911 года, участник Первой мировой войны. Занимал министерские посты.
65. ↑  Военный, генерал. Передал власть избранному президенту. Был военным министром в кабинете Паса Бараоны и министром внутренних дел, юстиции и здравоохранения в правительстве Висенте Колиндреса. Скончался в 1930 году.
66. ↑  Хирург, двоюродный брат президента Франсиско Бограна Бараоны, министр образования в его правительстве (1919—1920). Избран как представитель Национальной партии на всеобщих выборах 28-30 декабря 1924 года как единственный кандидат, после отказа Либеральной партии выставить своего кандидата. Срок полномочий — 4 года, до 1 февраля 1929 года.
67. ↑  Представитель Либеральной партии. Истёк четырёхлетний срок полномочий, отказался выставлять кандидатуру повторно. Отшёл от политики, занимался научной работой, был президентом Исторической академии. Скончался в Гаване в 1934 году.
68. ↑  Представитель Либеральной партии, избранный на выборах 1 ноября 1924 года, победив Марио Томаса Менокаля. Участник войны за независимость и восстания 1917 года, генерал. Возглавлял энергетические компании, был мэром города Санта-Ана. Придя к власти установил режим личной диктатуры.
69. ↑  Временный президент. Передал власть избранному президенту, работал в апелляционном суде в Матагальпе. Скончался в 1936 году.
70. ↑  Консерватор, получил образование в Англии, был мэром Манагуа. Избран на президентских выборах 5 октября 1924 года как кандидат от консервативно-либеральной коалиции, победив генерала Эмилиано Чаморро.
71. ↑  Близкий сподвижник И.Иригойена, один из основателей Гражданского радикального союза в 1891 году. Юрист, участник заговоров и переворотов 1890,1899 и 1905 годов. Депутат, в 1917 году отправлен послом во Францию. На президентских выборах 2 апреля 1922 года заочно одержал победу над Норберто Пинейро от Национальной концентрации, Карлоса Ибаргурена от Прогрессивно-демократической партии и социалиста Николаса Репетто. В сентябре вернулся в Буэнос-Айрес на французском корабле. Срок полномочий — 6 лет, до 12 октября 1928 года.
72. ↑  Истёк четырёхлетний срок полномочий. Подал в отставку 1 сентября 1925 года после аннулирования результатов президентских выборов 2 мая 1925 года. Скончался в 1939 году в изгнании в Чили.
73. ↑  Председатель Сената, временный президент на период проведения новых президентских выборов. Автор трудов по педагогике, ректор университета Оруро.
74. ↑  Военный, дивизионный генерал. Глава военной хунты, вице-президент. Свергнут 23 января 1925 года военными во главе с Карлосом Ибаньесом дель Кампо. Отошёл от политики, скончался в 1938 году.
75. ↑  Военный, бригадный генерал, генеральный инспектор армии с 1924 года. Временно исполнял обязанности главы государства до назначения гражданского лица. В 1926 году вышел в отставку из армии. Скончался в 1944 году.
76. ↑  Адвокат и политик, занимал пост министра иностранных дел. Временный глава государства до возвращения в столицу конституционного президента Артуро Алессандри, свергнутого в 1924 году. После отставки занимал министерские посты. Скончался в 1941 году.
77. ↑  Президент в 1920—1924 годах, свергнут военными во главе с Луисом Альтамирано. Вернулся к исполнению обязанностей и назначил досрочные президентские выборы (срок полномочий истекал 23 декабря 1926 года). Ушёл в отставку в период предвыборной кампании. В 1932 году вновь стал президентом.
78. ↑  Юрист, занимал посты министра иностранных дел, министра обороны, вице-президента. Временный глава государства до избрания нового президента. Скончался в 1943 году.
79. ↑  Представитель Либерально-демократической партии. Избран на выборах 24 октября 1925 года от блока ЛДП, консерваторов, радикалов и демократов, победив Хосе Сантоса Саласа от Республиканского социального союза работников Чили. Юрист, занимал посты министра юстиции, министра внутренних дел, вице-президента. Срок полномочий — 6 лет, до 23 декабря 1931 года.
80. ↑  Конституционный президент, представитель Либеральной партии. 9 июля 1925 года в условиях экономического кризиса и коррупции в Гуаякиле вспыхнуло поддержанное населением восстание солдат во главе с младшим лейтенантом Идельфонсо Мендесом. В тот же день в события, получившие название Июльской революции, вмешалась часть командования армии во главе с генералом Фернандо Гомесом де ла Торре, осуществившая переворот в столице страны Кито. Гонсало Кордова был смещён. Четырёхлетний срок его полномочий истекал 1 сентября 1928 года. Был исключён из политики, скончался в 1928 году.